# Sant Miquel de Colera
Sant Miquel de Colera era l'antiga església parroquial del poble de Colera a l'Alt Empordà, fins que es va traslladar al costat del mar al segle xviii. Està situada a ponent del nucli urbà de la població de Colera, a uns set quilòmetres de distància per una pista forestal que s'agafa en arribar a Colera, des de la carretera de Figueres a Portbou. Les primeres notícies certes del temple són del segle xi, per bé que apareix documentada en un text del monestir de Sant Quirze de Colera del 844, però que diversos historiadors han vist com una falsificació del segle xiii. Forma part de l'Inventari del Patrimoni Arquitectònic de Catalunya.

## Descripció
És una església d'una sola nau amb absis semicircular capçat a llevant. La nau està coberta amb una volta apuntada, de la mateixa manera que l'arc triomfal que també és ogival. En canvi, l'absis presenta una volta de quart d'esfera. Hi ha dues finestres que il·luminen l'interior, una al frontis i l'altra al centre de la zona presbiteral. Ambdues són d'arc de mig punt i de doble esqueixada. Al mur de tramuntana de la nau hi ha una gran fornícula d'arc de mig punt, actualment tapiada i, al seu costat, una de quadrada. Un banc corregut segueix tot l'interior del temple exceptuant la zona de l'absis.
El paviment interior presenta un enllosat de grans peces de pissarra. La portada d'accés al temple està situada al mur de migdia. Presenta quatre arcs de mig punt en degradació, amb els brancals restituïts i la llinda i el timpà també. El campanar, aixecat sobre el mur de ponent, és de cadireta i està format per tres pilastres sense el coronament pertinent. L'aparell és de carreus de pissarra escairats i pedra desbastada, disposats en filades regulars. A les cantonades, els carreus són de mida més gran.

## Història
L'església romànica de Sant Miquel pertanyia a l'antic poble de Colera, apartat de l'actual vila de Colera que hi ha a la vora, als darrers contraforts de l'Albera, en un replà enlairat, al sud-est del puig d'Esquers, a la serra Balmera. És un municipi carregat d'història i el nucli de Molinars -avui abandonat- i els canons de la Guerra de la Independència, situats a la punta de puig d'Esquer, en són alguns vestigis.
En un document datat al darrer quart del segle xi s'indica que Dalmau Berenguer tenia, en feu del monestir de Sant Quirc de Colera, a la vila de Colera "ipsa sua domenedura propia" amb masos, terres, vinyes i pertinences, com també els ports i la "turre" allí fundada i la meitat de les vinyes de la vall de Freixe, nom antic de la vall i la cala de Colera, i l'església de Sant Miquel de Colera, amb terres, delmes i primícies.
L'església parroquial de Sant Miquel de Colera, "l'església vella", és esmentada l'any 1219 com a possessió del monestir de Sant Quirc de Colera. També apareix en les Rationes decimarum dels anys 1279 i 1280, i en els nomenclàtors diocesans del segle xiv.
L'església es trobava abandonada i en estat ruïnós però l'any 1983 es va endegar una intervenció promoguda pel Departament de Cultura de la Generalitat de Catalunya, la Diputació de Girona i l'Ajuntament de Colera i el Bisbat de Girona, conjuntament amb els Amics de Sant Miquel de Colera, que es va dividir en dos fases, la primera el mateix any 1983 i la segona l'any 1991. En aquestes intervencions es va reparar la façana, es va recuperar l'espadanya i es van restituir els muntants desapareguts de la portalada.